# León Tolstói
Lev Nikoláievich Tolstói (Yásnaya Poliana, 9 de septiembre de 1828-Astápovo, 20 de noviembre de 1910), conocido en español como León Tolstói, fue un escritor ruso. Es considerado uno de los escritores más importantes de la literatura mundial. Sus dos obras más famosas, Guerra y paz y Ana Karénina, están consideradas como la cúspide del realismo ruso, junto a obras de Fiódor Dostoyevski. Recibió múltiples nominaciones para el Premio Nobel de Literatura todos los años de 1902 a 1906 y nominaciones para el Premio Nobel de la Paz en 1901, 1902 y 1910; el hecho de que nunca ganó es una gran controversia del premio Nobel.
Nacido en una familia aristocrática rusa en 1828, es mundialmente conocido por las novelas Guerra y paz (1869) y Ana Karénina (1877), a menudo citadas como pináculos de ficción realista. Primero alcanzó el éxito literario en su juventud con su trilogía semiautobiográfica, Infancia, Adolescencia y Juventud (1852-1856), y Relatos de Sebastopol (1855), basada en sus experiencias en la Guerra de Crimea. La ficción de Tolstói incluye docenas de cuentos y varias novelas cortas como La muerte de Iván Ilich (1886), Felicidad conyugal (1859) y Hadji Murat (1912). También escribió obras de teatro y numerosos ensayos filosóficos.
En la década de 1870, Tolstói experimentó una profunda crisis moral, seguida de lo que consideraba un despertar espiritual igualmente profundo, como se describe en su obra de no ficción Una confesión (1882). Su interpretación literal de las enseñanzas éticas de Jesús, centrada en el Sermón del Monte, lo convirtió en un ferviente anarquista cristiano y pacifista. Sus ideas sobre la «no violencia activa», expresadas en libros como El reino de Dios está en vosotros, tuvieron un profundo impacto en grandes personajes como Gandhi y Martin Luther King. Tolstói también se convirtió en un defensor dedicado del georgismo, la filosofía económica de Henry George, que incorporó a sus escritos, particularmente en Resurrección (1899).
Tolstói ha recibido elogios de innumerables escritores y críticos, tanto en vida como después. Virginia Woolf lo llamó «el más grande de todos los novelistas», y Gary Saul Morson se refirió a Guerra y Paz como la mejor de todas las novelas.

## Biografía

### Primeros años

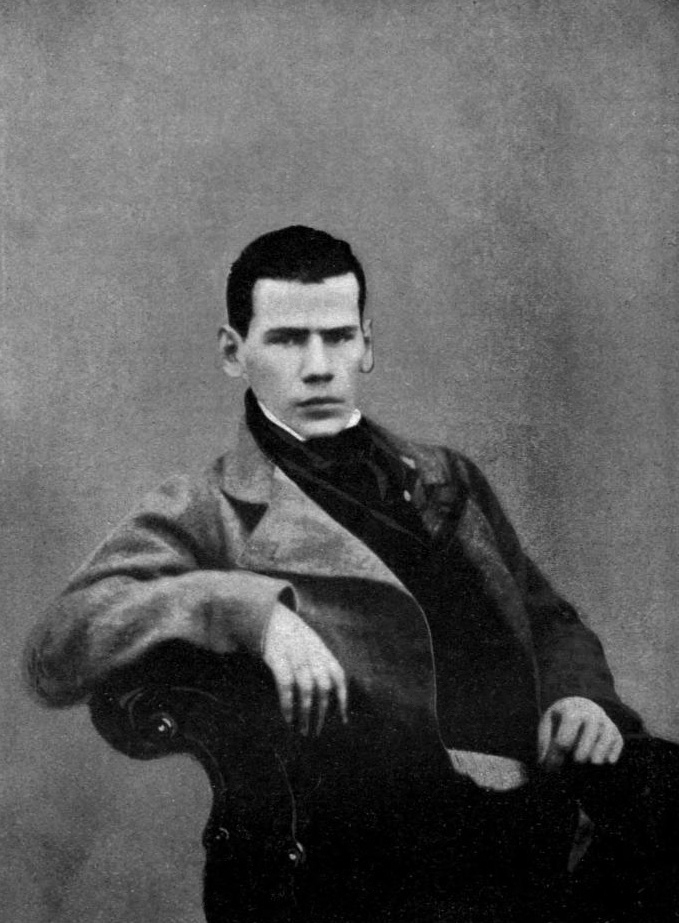
Tolstói a la edad de 20 años, 1848.

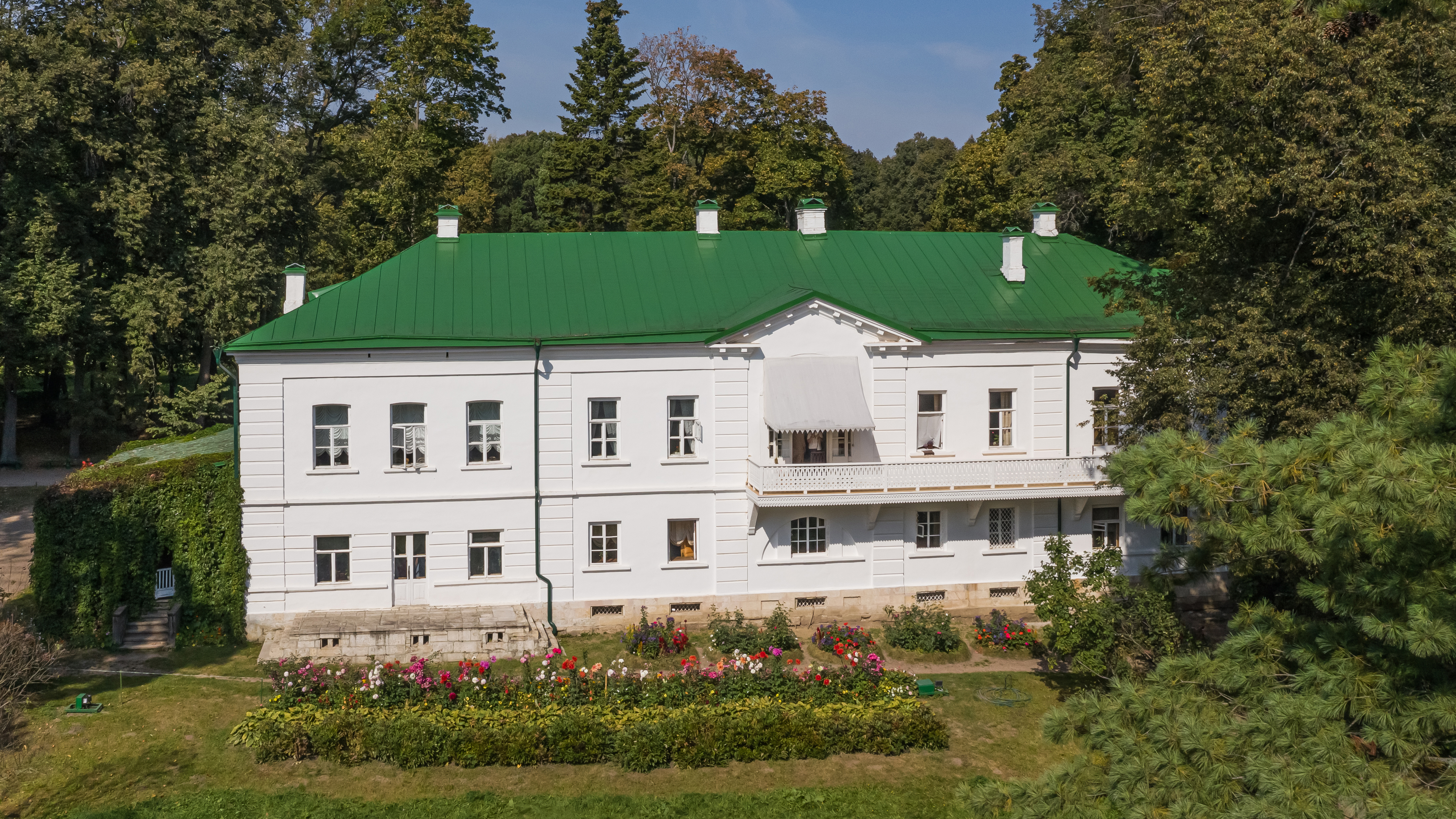
Yásnaia Poliana, donde el escritor vivió la mayor parte de su vida.

Tolstói nació en Yásnaya Poliana, la finca que poseía su familia en la Gobernación de Tula (Rusia), a unos 210 kilómetros al sur de Moscú. Los Tolstói eran una conocida familia de la antigua nobleza rusa. León fue el cuarto de los cinco hijos del conde Nikolái Ilich Tolstói, un veterano de la Guerra Patria de 1812, y la condesa Maríya Tolstaya (Volkónskaya). Su madre murió antes de que él cumpliera dos años, y su padre la sucedió en 1837, cuando León tenía nueve años. Su abuela murió 11 meses después, y luego su siguiente tutora, su tía Aleksandra, en 1841. Tolstói y sus cuatro hermanos fueron transferidos al cuidado de otra tía en Kazán, en el oeste de Rusia. Tolstói mencionaba a una prima que vivía en Yásnaya Polyana, Tatiana Aleksándrovna Yergólskaya («Tía Toinette», como la llamaba), como la mayor influencia en su infancia, y más tarde, en su adultez, Tolstói le escribió algunas de sus cartas más conmovedoras. A pesar de la constante presencia de la muerte, Tolstói recordaba su infancia en términos idílicos.
Educado en casa por tutores, Tolstói se matriculó en la Universidad de Kazán en 1844 como estudiante de lenguas orientales. Su pobre desempeño académico pronto lo obligó a trasladarse a la facultad de derecho, menos exigente, donde escribió una comparación entre El espíritu de las leyes, del filósofo político francés Montesquieu, y el nakaz (instrucciones para un código legal) de Catalina la Grande. Interesado en la literatura y la ética, se sintió atraído por las obras de los novelistas ingleses Laurence Sterne y Charles Dickens, y particularmente por los escritos del filósofo francés Jean-Jacques Rousseau, al punto de llevar un medallón con un retrato de este en lugar de una cruz. Sin embargo, pasaba la mayor parte del tiempo bebiendo y jugando. Tras dejar la universidad en 1847 sin obtener un título, Tolstói regresó a Yásnaya Poliana, donde planeaba autoeducarse, administrar sus propiedades y mejorar la situación de sus siervos. A pesar de sus frecuentes propósitos de cambiar de vida, continuó con su vida díscola durante estancias en Tula, Moscú y San Petersburgo, llevando un estilo de vida relajado y sin prisas. Comenzó a escribir durante este período, incluyendo su primera novela Infancia, un relato ficticio de su propia niñez, que se publicó en 1852.

### Servicio militar
Durante este periodo de su vida, su intención era buscar un empleo o un casamiento conveniente. En aquel período de indecisiones, acosado de deudas contraídas en el juego, su hermano Nikolái, teniente de artillería, lo insta a ir con él al Cáucaso, en el Valle del Térek. Al llegar a la stanitsa en 1851, Tolstói se desilusiona y se arrepiente de su viaje. Pocos días después, acompaña a su hermano que debía escoltar un convoy de enfermos, hasta el fuerte de Stary-Yurt. Cruzan las fuentes termales de Goriachevodsk donde Tolstói, algo reumático, aprovecha para tomar baños termales y donde conoce a la cosaca Márenka, idilio que reaparece en su novela corta Los cosacos. Poco después se declara la Guerra de Crimea (1853-1856). Tolstói no pertenecía al ejército, pero en una de las campañas de la guerra, el comandante, príncipe Aleksandr Bariátinski, repara en él y tras unos exámenes Tolstói ingresa a la brigada de artillería, en la misma batería que su hermano, como suboficial. Tiempo después consigue permiso para una cura reumática en las aguas termales en Piatigorsk, donde, aburrido de pasar largas horas encerrado en su habitación, se dedica a la escritura. El 2 de julio de 1852, termina Infancia y fruto de su estancia escribe La tala del bosque y los Relatos de Sebastopol. 
Tolstói estuvo en Sebastopol durante el asedio de 11 meses de la ciudad entre 1854 y 1855,  donde los muertos y heridos en combate o por enfermedad alcanzaron el número de 102 000, incluyendo la batalla del río Chorna. Durante la guerra, fue reconocido por su valentía y ascendido a teniente.  Poco después, consternado por la cantidad de muertes en la guerra, abandonó el ejército tras el fin de la guerra, y se reintegró a la frívola vida de San Petersburgo, sintiendo un gran vacío e inutilidad. 

He adquirido la convicción de que casi todos eran hombres inmorales, malvados, sin carácter, muy inferiores al tipo de personas que yo había conocido en mi vida de bohemia militar. Y estaban felices y contentos, tal y como puede estarlo la gente cuya conciencia no los acusa de nada.
Tolstói

### Después de la guerra y carrera literaria
Tras la guerra de Crimea, Tolstói fue inicialmente aclamado por el mundo literario de San Petersburgo. Pero su vanidad quisquillosa, su negativa a unirse a ningún bando intelectual y su insistencia en su completa independencia pronto le granjearon la antipatía de la intelectualidad radical. Durante toda su vida, seguiría siendo un «arcaísta», opuesto a las tendencias intelectuales predominantes.
En 1857, Tolstói viajó a París y regresó tras haber perdido todo su dinero en el juego. A su regreso a Rusia, decidió que su verdadera vocación era la pedagogía, por lo que organizó en su finca una escuela para niños de los campesinos, recién emancipados de la servidumbre en 1861. Tras recorrer Europa occidental para estudiar la teoría y la práctica pedagógicas, publicó doce números de la revista Yásnaya Polyana (1862-1863), en los que se incluyeron sus provocadores artículos «Progréss i opredeléniye obrazovániya» («El progreso y la definición de la educación»), en el que negaba que la historia tenga leyes subyacentes, y «Komú u kogó uchítsya pisat, krestyánskim rebyátam u nas ili nam u krestyánskij rebyat?» («¿Quién debería aprender a escribir de quién: los niños campesinos de nosotros, o nosotros de los niños campesinos?»), que invierte la respuesta habitual a la pregunta. Tolstói describió los principios de las escuelas en su ensayo de 1862 «La escuela en Yásnaya Poliana». Sus experimentos educativos fueron efímeros, en parte debido al acoso de la policía secreta zarista. Sin embargo, como precursora directa de la Escuela de Summerhill de A.S. Neill, la escuela de Yásnaya Poliana puede considerarse con razón el primer ejemplo de una teoría coherente de educación democrática.
Su experiencia en el ejército y sus dos viajes por Europa en 1857 y 1860-1861 convirtieron a Tolstói de un autor disoluto y privilegiado de la sociedad en un anarquista no violento y espiritual. Otros que siguieron el mismo camino fueron Aleksandr Herzen, Mijaíl Bakunin y Piotr Kropotkin. Durante su visita de 1857 a París, Tolstói presenció una ejecución pública, una experiencia traumática que marcó el resto de su vida. En una carta a su amigo Vasili Botkin, Tolstói escribió: «La verdad es que el Estado es una conspiración diseñada no solo para explotar, sino sobre todo para corromper a sus ciudadanos... De ahora en adelante, nunca serviré a ningún gobierno en ningún lugar».  El concepto de Tolstói de no violencia o ahimsa se reforzó cuando leyó una versión alemana del Tirukkural.  Más tarde habría de inculcar el concepto en Mahatma Gandhi a través de su Carta a un hindú, cuando el joven Gandhi se empezó a comunicar por carta con él buscando su consejo.
La muerte de su hermano Nikolái en 1860 impactó a Tolstói y le inspiró el deseo de casarse. El 23 de septiembre de 1862, Tolstói se casó con Sofía Andréievna Behrs, dieciséis años menor que él e hija  de un médico moscovita. Su familia y amigos la llamaban Sonia, el diminutivo ruso de Sofía. Tuvieron trece hijos, diez de los cuales sobrevivieron a la infancia. Felizmente casado y cómodamente instalado con su esposa y familia en Yásnaia Poliana, Tolstói alcanzó la cúspide de su creatividad. Dedicó el resto de la década de 1860 a escribir Guerra y Paz. El matrimonio estuvo marcado desde el principio por la pasión sexual y la insensibilidad emocional cuando Tolstói, en vísperas de la boda, le entregó a Sofía sus diarios, donde detallaba su extenso pasado sexual y el hecho de que una de las siervas de su finca le había dado un hijo.  Aun así, su vida matrimonial temprana fue feliz y le brindó a Tolstói mucha libertad y el apoyo necesario para componer Guerra y Paz y Ana Karénina, con Sonia como su secretaria, editora y administradora financiera. Sonia copiaba y escribía a mano sus obras épicas una y otra vez. Tolstói continuaba editando Guerra y Paz y debía tener borradores finales impecables para entregarlos a la editorial.  Sin embargo, su vida posterior en común ha sido descrita por A.N. Wilson como una de las más infelices de la historia literaria. La relación de Tolstói con su esposa se deterioró a medida que sus creencias se radicalizaban. Esto lo llevó a intentar rechazar la riqueza que había heredado y ganado, incluyendo la renuncia a los derechos de autor de sus obras anteriores.
Tras la publicación de Guerra y Paz, después de un interludio durante el cual consideró escribir una novela sobre Pedro el Grande y durante el cual regresó brevemente a la pedagogía (escribiendo manuales de lectura que fueron ampliamente utilizados), Tolstói escribió su otra gran novela, Ana Karénina. Cuando terminaba las últimas entregas de esta novela, Tolstói se encontraba angustiado y comenzó a guardar bajo llave armas y cuerdas por temor a suicidarse.

### Conversión religiosa y últimos años
Tras completar Ana Karénina (1878), Tolstói cayó en una profunda desesperación existencial, que describe en su Íspoved (1884; Mi Confesión). Toda actividad le parecía completamente inútil ante la muerte, y Tolstói, impresionado por la fe de la gente común, recurrió a la religión. Atraído inicialmente por la Iglesia ortodoxa rusa en la que había nacido, rápidamente decidió que esta, y todas las demás iglesias cristianas, eran instituciones corruptas que habían falsificado por completo el verdadero cristianismo. Tras descubrir lo que creía ser el mensaje de Cristo y tras superar su miedo paralizante a la muerte, Tolstói dedicó el resto de su vida a desarrollar y propagar su nueva fe. Fue excomulgado de la Iglesia ortodoxa rusa en 1901.
El cristianismo de Tolstói enfatizaba cinco principios: no enojarse, no codiciar, no hacer juramentos (incluyendo promesas), no resistirse al mal y amar a los enemigos. La no resistencia al mal, la doctrina que inspiró a Gandhi, no significaba que el mal deba aceptarse, sino simplemente que no podía combatirse con medios malignos, especialmente la violencia. Así, Tolstói se convirtió en pacifista. Dado que los gobiernos recurren a la amenaza de la violencia para imponer sus leyes, Tolstói también se convirtió en una especie de anarquista. Exhortó a sus seguidores no solo a rechazar el servicio militar, sino también a abstenerse de votar o de recurrir a tribunales. Por lo tanto, tuvo que atravesar un conflicto interno considerable a la hora de hacer testamento o utilizar las regalías garantizadas por los derechos de autor, incluso si era para buenas obras. El mandamiento contra la lujuria finalmente lo llevó a proponer (en su epílogo a la Sonata a Kreutzer, de 1891) la abstinencia total como ideal. Su esposa, ya preocupada por sus tensas relaciones, se opuso. 
Con la notable excepción de su hija Aleksandra, a quien nombró heredera única, la familia de Tolstói se mantuvo distante u hostil a sus enseñanzas. Su esposa resentía especialmente la constante presencia de discípulos, liderados por el dogmático Vladímir Chertkov (en), en Yásnaya Poliana. Su vida, antaño feliz, se había convertido en uno de los matrimonios fallidos más famosos de la historia literaria. La historia del dogmatismo de León y la afición de Sonia a hacer escenas ha motivado a numerosos biógrafos a tomar partido. Dado que ambos llevaban diarios, e incluso intercambiaban y comentaban los diarios del otro, sus disputas están muy documentadas. Sonia estaba especialmente preocupada por lo que consideraba su filosofía hipócrita: Tolstói despreciaba la riqueza, pero poseía una lujosa finca. Sus socios se quedaban a dormir en la casa, comían gratis, no pagaban alquiler y le criticaban a Sonia su materialismo, mientras que ella criaba a varios hijos y estaba a cargo de todo el negocio literario de Tolstói (por deseo de este mismo), lo que proporcionaba una importante fuente de ingresos para Yásnaya Poliana y les permitía mantener su estilo de vida.

### Muerte

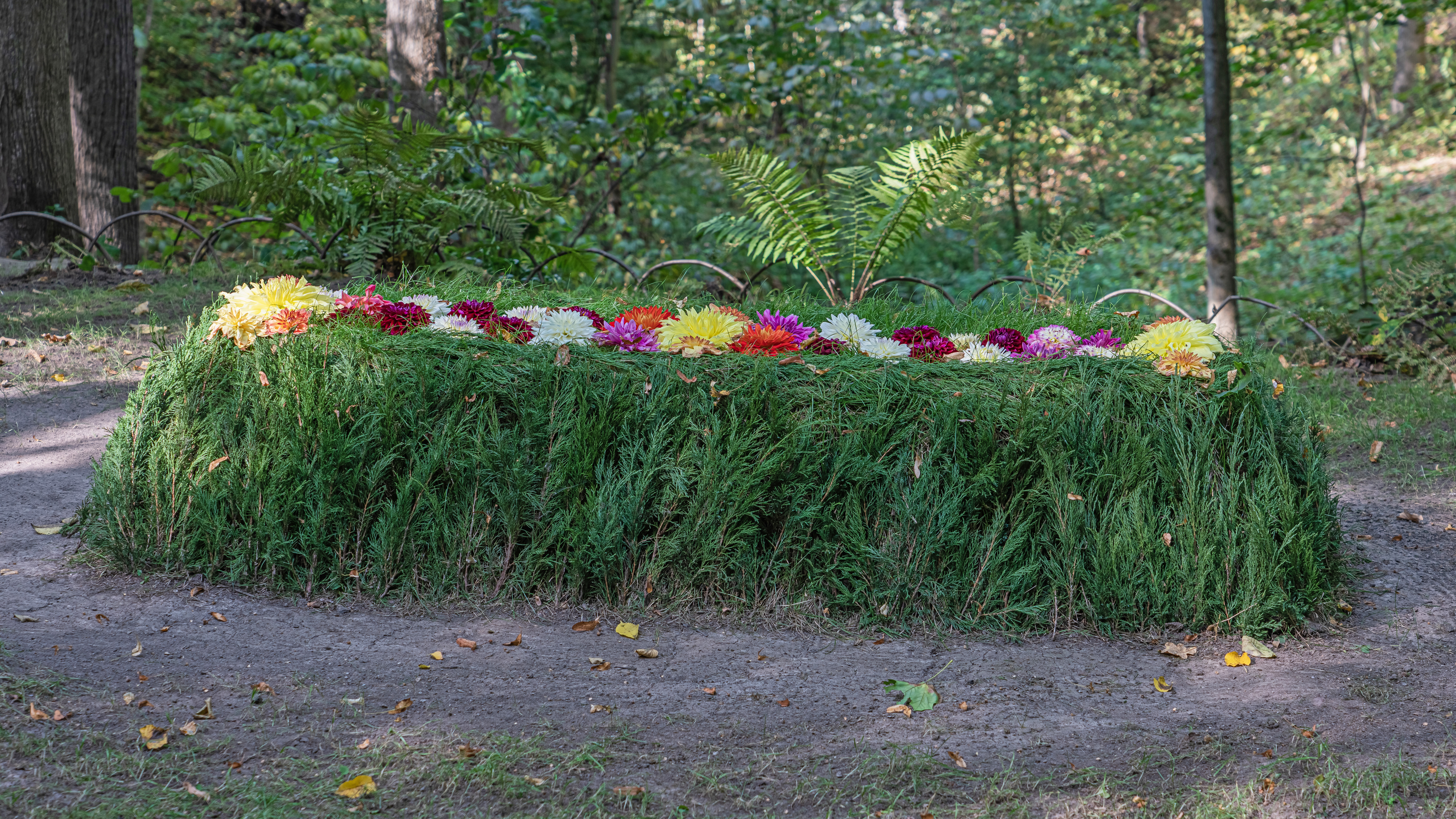
Tumba de Tolstói con flores y, por expreso deseo del escritor, sin la cruz ortodoxa, en Yásnaia Poliana.

Atormentado por su situación familiar y por la contradicción entre su vida y sus principios, en 1910 Tolstói escapó por fin de incógnito de Yásnaia Poliana, acompañado por Aleksandra y su médico. A pesar de su sigilo y su deseo de privacidad, la prensa internacional pronto empezó a reportar sobre sus movimientos. Tolstói murió a los pocos días, a la edad de 82 años. Murió de una neumonía en la estación ferroviaria de Astápovo (actualmente, llamada Lev Tolstói en la óblast de Lípetsk), después de caer enfermo al abandonar su casa a mediados de invierno. Su muerte llegó luego de huir del estilo de vida aristocrático y separarse de su esposa. Tolstói había intentado renunciar a sus propiedades en favor de los pobres, aunque su familia, en especial su esposa, Sofía Behrs, lo impidió. Este fue uno de los motivos por los que Tolstói había decidido abandonar su hogar.
Entre sus últimas palabras, se oyeron estas:

Hay sobre la tierra millones de hombres que sufren: ¿por qué estáis al cuidado de mí solo?
León Tolstói

La policía restringió el acceso a su funeral, pero miles de personas se unieron a la procesión; muchas de ellas, sin saber acerca de los logros como autor que Tolstói había alcanzado. Sus restos mortales yacen en su casa en Yásnaia Poliana.
Como anécdota, el 26 de diciembre de 1941, el general alemán del 2.º cuerpo panzer de blindados, Heinz Guderian usó su finca en Yásnaia Poliana como cuartel general durante el avance hacia Moscú y, según él mismo, tuvo que desactivar los dispositivos de autodestrucción de la casa y de la propia tumba de Tolstói colocados por órdenes de Stalin, antes de poder ocuparla, salvando los restos de la destrucción.[cita requerida]
Sin embargo, otras fuentes, en especial las soviéticas, han publicado material gráfico que muestra que los alemanes destruyeron parte de las propiedades y obras de arte de la finca.[cita requerida]

## Ideas e influencia
Adscrito a la corriente realista, Tolstói intentó reflejar fielmente la sociedad en la que vivía.

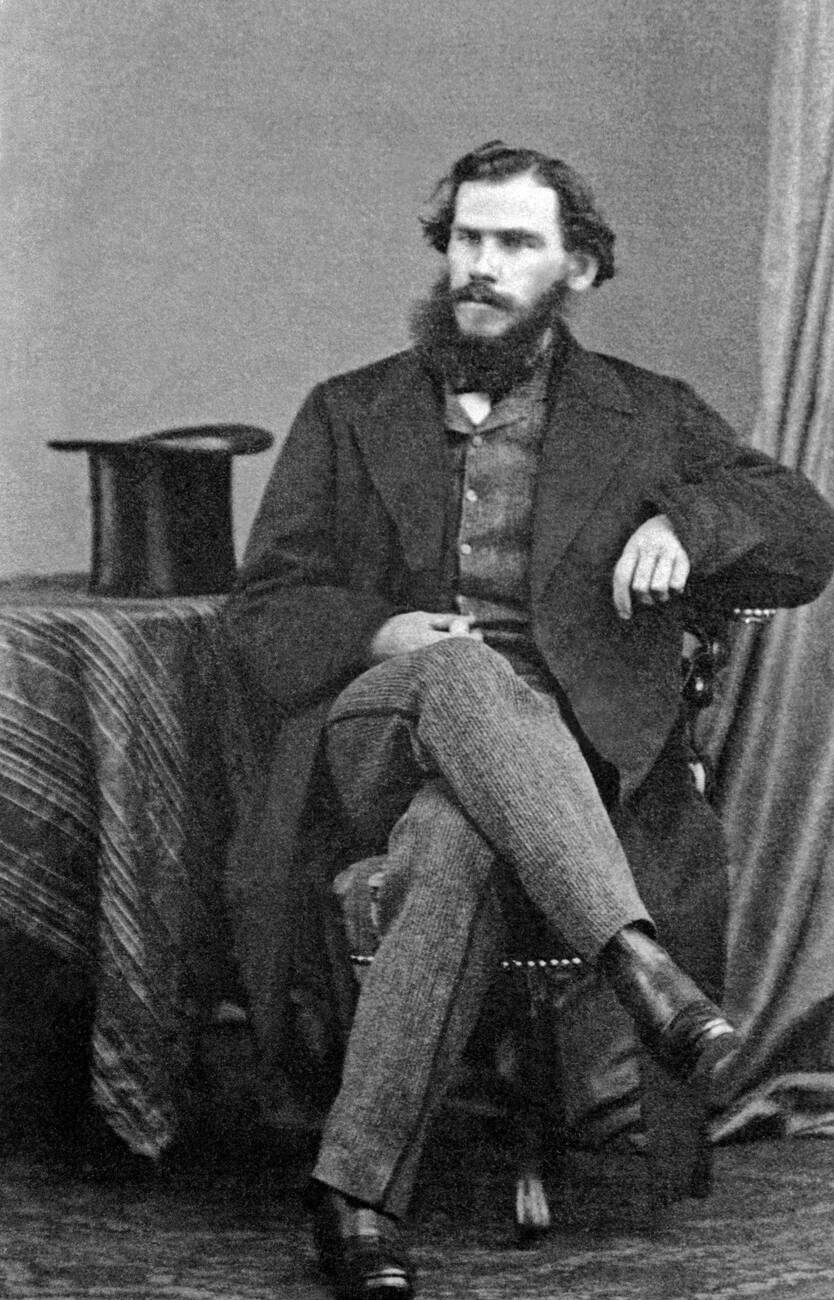
León Tolstói en 1860.

La novela corta Los cosacos (1863) describe la vida de este pueblo.

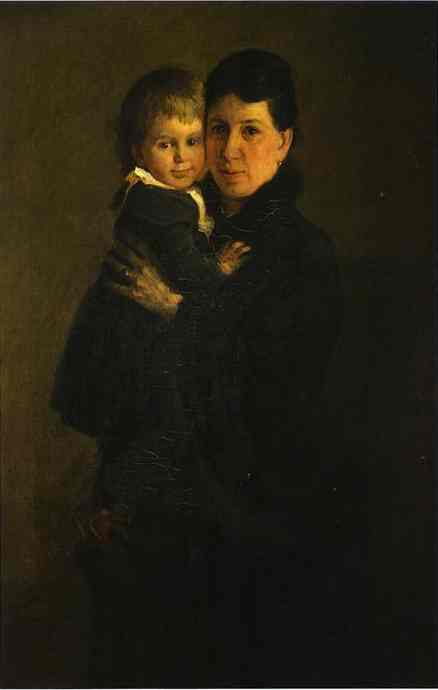
Sofía Andréievna Behrs y uno de los trece hijos que tuvo con el escritor.

Anna Karénina (1877) cuenta las historias paralelas de una mujer atrapada en las convenciones sociales y un terrateniente filósofo, Liovin, que intenta mejorar las vidas de sus siervos (apellido derivado del nombre Liova, el diminutivo de Lev; así es como llamaba en privado a Tolstói su esposa Sofía Behrs).

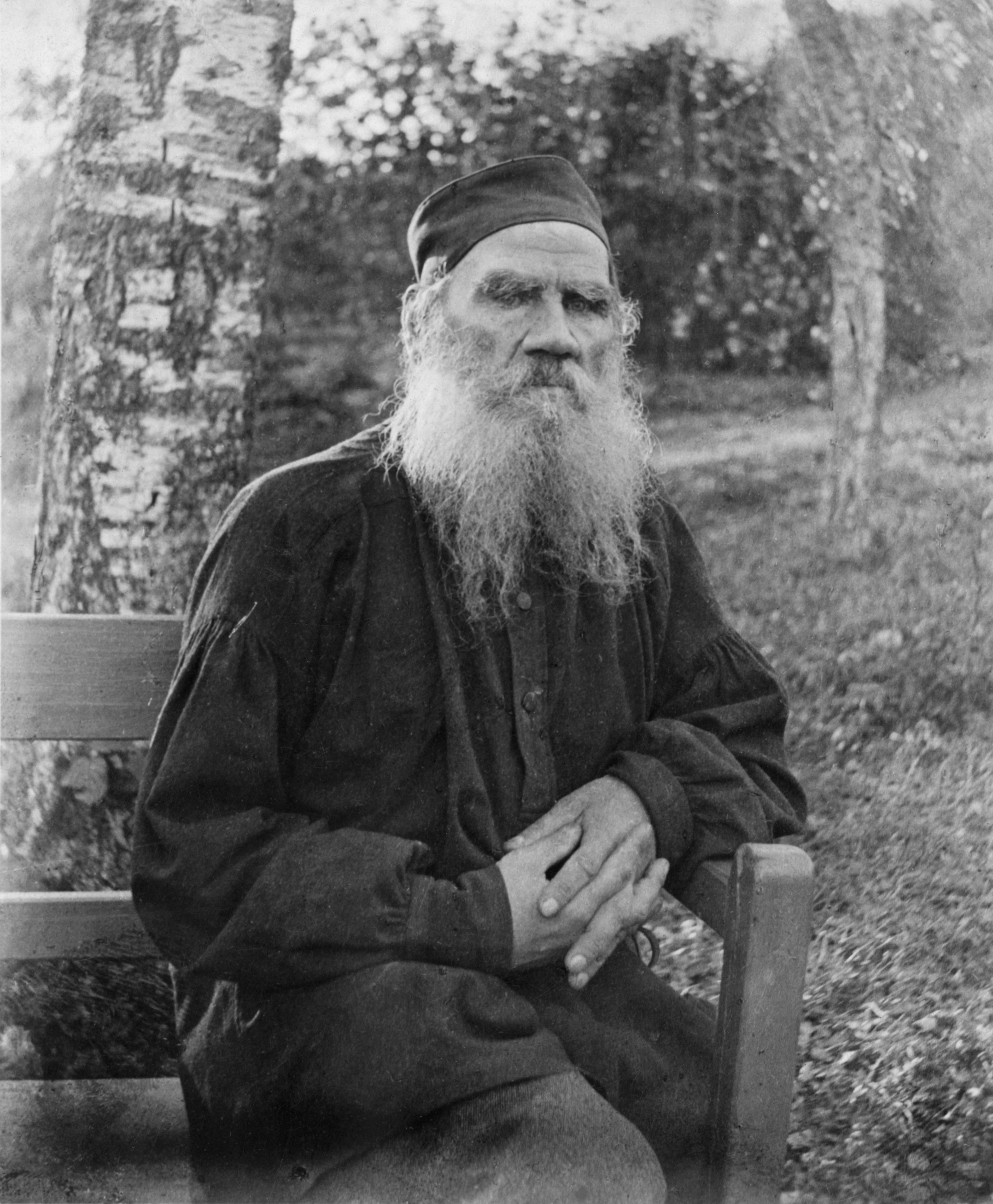
León Tolstói en 1897.

Guerra y paz es una monumental obra en la que se describen cientos de distintos personajes durante la invasión napoleónica.
Tolstói tuvo una importante influencia en el desarrollo del movimiento anarquista, concretamente, como filósofo de la corriente anarquista cristiana y anarcopacifista. El teórico anarquista ruso Piotr Kropotkin lo citó en el artículo Anarquismo de la Enciclopedia Británica de 1911.
Entusiasta lector del Ensayo sobre la desobediencia civil del pensador estadounidense Henry David Thoreau, envió a un periódico hindú un escrito titulado «Carta a un hindú», que desembocó en un breve intercambio epistolar con Mahatma Gandhi, por entonces en Sudáfrica, lo que influyó profundamente el pensamiento de este último en el concepto de resistencia no violenta, un punto central de la visión del cristianismo de Tolstói. En septiembre de 1910, dos meses antes de su muerte, le escribió en el sentido de aplicar la «no resistencia», ya que «la práctica de la violencia no es compatible con el amor como ley fundamental de la vida», principio que fue capital en el desarrollo posterior de la satyagraha del hindú. También mantuvo correspondencia con George Bernard Shaw, Rainer Maria Rilke y el zar Nicolás II de Rusia, entre otros. Su epistolario forma un corpus de unas 10 000 cartas conservadas en el Museo Tolstói de Moscú.
León Tolstói fue defensor del esperanto, y en sus últimos años, tras varias crisis espirituales, se convirtió en una persona profundamente religiosa y altruista, rechazó toda su obra literaria anterior y criticó a las instituciones eclesiásticas en Resurrección, lo que provocó su excomunión por la Iglesia ortodoxa rusa. Ni siquiera una epístola celebérrima, la que le envió su amigo Iván Turguénev en su lecho de muerte para pedirle que regresara a la literatura, hizo que cambiara de opinión.
Fue precursor de lo que poco después se denominaría naturismo. Tolstói escribe en su postrer libro Últimas palabras (1909) que vivamos según la ley de Cristo: amándonos los unos a los otros, siendo vegetarianos y trabajando la tierra con nuestras propias manos. Prueba de su vegetarianismo son múltiples citas suyas, entre las que destacan: 

Alimentarse de carne es un vestigio del primitivismo más grande. El paso al vegetarianismo es la primera consecuencia natural de la ilustración.

Un hombre puede vivir y estar sano sin matar animales para comer; por ello, si come carne, toma parte en quitarle la vida a un animal solo para satisfacer su apetito. Y actuar así es inmoral.

Tolstói dio origen al denominado Movimiento tolstoyano. Tras ver la contradicción de su vivir cotidiano con su ideología, Tolstói decidió dejar los lujos y mezclarse con los campesinos de Yásnaia Poliana, donde él se crio y vivió. No obstante, no obligó a su familia a que lo siguiese y continuó viviendo junto a ellos en una gran parcela, lugar al cual con frecuencia solo llegaba a dormir, gastando la mayor parte del día en el oficio de zapatero. Fundó en la aldea una escuela para los hijos de los campesinos y se hizo su profesor, autor y editor de los libros de texto que estudiaban. Impartía módulos de gimnasia y prefería el jardín para dar clases. Creó para ello una pedagogía particular cuyos principios instruían en el respeto a ellos mismos y a sus semejantes.

## Obras
Las Obras completas de Tolstói fueron publicadas entre 1928 y 1958. Se trata de 90 tomos, cuyos últimos 32 volúmenes recogen la correspondencia del conde. Esta edición no es fiable: la censura soviética consideró «políticamente incorrectos» muchos pasajes. Por eso es preciso consultar los manuscritos originales en el Museo Tolstói de Moscú.

### Novelas
- Infancia (Детство [Detstvo],1852)
- Adolescencia (Отрочество [Ótrochestvo], 1854)
- Juventud (Юность [Yúnost'], 1856)
- Felicidad conyugal (Семейное счастие [Seméynoye schástiye], 1859)
- Los cosacos (Казаки [Kazaki], 1863)
- Guerra y paz (Война и мир [Voyná i mir], 1867-1869)
- Anna Karénina (Анна Каре́нина [Anna Karénina], 1878)
- La muerte de Iván Ilich (Смерть Ивана Ильича [Smert Ivana Ilyichá], 1886)
- La sonata a Kreutzer (Крейцерова соната [Kréitzerova Sonata], 1889)
- Resurrección (Воскресение [Voskresénie], 1899)
- El cupón falso (Фальшивый купон [Falshivy kupón], 1911, póstuma)
- Hadji Murat (Хаджи-Мурат [Jadzhí-Murat], 1912, póstuma)

### Cuentos
- La incursión (1853)
- La tala del bosque (1855)
- Relatos de Sebastopol (1855): Sebastopol en diciembre, Sebastopol en mayo y Sebastopol en agosto de 1855.
- La tormenta de nieve (1856)
- Dos húsares (1856)
- El degradado (1856)
- La mañana de un terrateniente (1856)
- De las memorias del príncipe D. Nejliúdov. Lucerna (1857)
- Albert (1858)
- Tres muertes (1859)
- Políkushka (1863)
- El prisionero del Cáucaso (1875)
- Qué hace vivir a los hombres (1881)
- Iván el tonto (1885)
- Los dos hermanos y el oro (1885)
- Donde está el amor está Dios (1885)
- Cuánta tierra necesita un hombre (1885)
- Los tres eremitas (1885)
- Los dos ancianos (1885)
- Jolstomer (Historia de un caballo) (1886)
- Iliás (1886)
- Una oportunidad perdida (1889)
- Amo y criado (1895)
- El rey asirio Asarjadón (1904)
- Tres cuestiones (1904)
- Kornéi Vasíliev (1906)
- Divino y humano (1906)
- La oración (1906)
- Buda (1906)
- El lobo (1909)
- Canciones en la aldea (1910)
- El padre Sergio (1911) (póstumo)
- Después del baile (1911) (póstumo)
- Aliosha Puchero (1911) (póstumo)
- El diablo (1911) (póstumo)
- Las memorias de un loco (1912) (póstumo)

### Teatro
- El poder de las tinieblas (1887)
- Los frutos de la civilización (1891)
- El cadáver viviente (1911) (póstuma)
- Y la luz luce en las tinieblas (1912) (póstuma)

### Literatura educativa
- Abecedario (1872)
- Nuevo abecedario (1875)
- Aritmética (1875)
- Primer libro ruso de lectura (1875)
- Segundo libro ruso de lectura (1875)
- Tercer libro ruso de lectura (1875)
- Cuarto libro ruso de lectura (1875)

### Obras religiosas
- Confesión (1884)
- ¿Cuál es mi fe? (1884)
- Crítica de la teología dogmática (1884)
- El evangelio abreviado (1891)
- El reino de Dios está en vosotros (1894)
- El camino de la vida (1911) (póstumo)

### Ensayos (selección)
- ¿Qué es el arte? (1897)
- Contra aquellos que nos gobiernan (1900)
- Shakespeare y el drama (1906)
- No puedo callarme (1908)
- La ley de la violencia y la ley del amor (1908)
- La esclavitud de nuestro tiempo (1909)

### Otras
- Correspondencia (1842-1879)
- Correspondencia (1880-1910)
- Diarios (1847-1894)
- Diarios (1895-1910)

## Adaptaciones cinematográficas

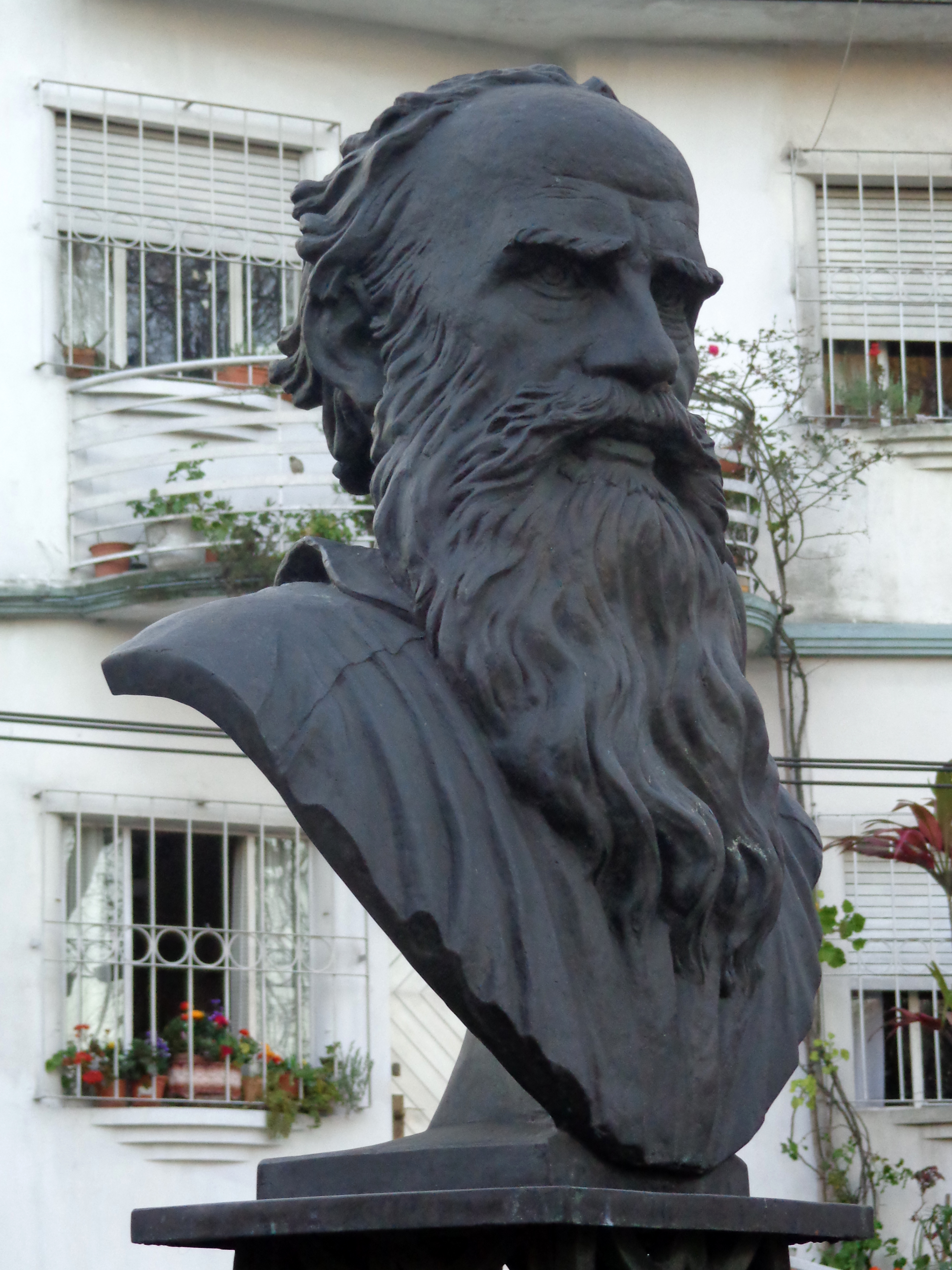
Busto de León Tolstói en Montevideo, Uruguay.

- 1909. Resurrection (Reino Unido). Película muda, de 12 minutos, basada en la novela homónima. Fue filmada en vida del escritor.
- 1911. Anna Karénina. Rusia. Cine mudo. Director: Maurice Meter.
- 1914. Anna Karénina. Rusia. Cine mudo. Director: Vladímir Gardin.
- 1915. La guerra y la paz. Rusia. Cine mudo. Director: Yákov Protazánov, Vladímir Gardin.
- 1915. Natasha Rostova. Rusia. Cine mudo. Productor: Aleksandr Janzhónkov. Cast: Witold Polonski, Iván Mozzhujin.
- 1918. El Padre Sergio. RSFSR. Cine mudo. Yákov Protazánov, protagonizada por Iván Mozzhujin.
- 1927. Amor. EE. UU. Basado en la novela "Anna Karénina". Cine mudo. En el papel de Anna: Greta Garbo.
- 1927. Resurrection. Estados Unidos. Cine mudo. En el papel de Katyusha: Dolores del Río.
- 1935. Anna Karénina. EE. UU. Cine sonoro. En el papel de Anna: Greta Garbo.
- 1929. El cadáver viviente. Unión Soviética. Director: Fiódor Ozep, protagonizada por Vsévolod Pudovkin.
- 1946 Celos. Argentina. Director: Mario Soffici.
- 1948. Anna Karénina. Reino Unido. En el papel de Anna: Vivien Leigh.
- 1956. La Guerra y la Paz. EE. UU., Italia. Director: King Vidor. En el papel de Natasha - Audrey Hepburn.
- 1956. Locura pasional. México. Basado en la novela La sonata a Kreutzer. Director: Tulio Demicheli. En el papel de Mabel - Silvia Pinal.
- 1959. Hadji Murat, el diablo blanco. Italia, Yugoslavia. En el papel de Hadji Murat: Steve Reeves.
- 1959. El mismo pueblo. Unión Soviética, Sobre un fragmento de "La Guerra y la Paz". Director: Georgui Danelia, protagonizada por Vsévolod Sanáev y Lev Dúrov.
- 1960. Resurrección. Unión Soviética. Director: Mijaíl Schweizer.
- 1961. Anna Karénina. EE. UU. En el papel de Vronsky: Sean Connery.
- 1961. Los Cosacos. Unión Soviética. Dirigida por Vasili Pronin, guion de Víktor Shklovski.
- 1967. Anna Karénina. Unión Soviética. Director: Aleksandr Zarjí. En el papel de Anna: Tatiana Samóilova; en el papel de la Princesa Betsy Tverskaya: Maya Plisétskaya.
- 1967. Guerra y paz. Unión Soviética. Director: Serguéi Bondarchuk.
- 1968. Cadáver viviente. Unión Soviética. Director: Vladímir Venguérov. Con Alekséi Batálov.
- 1972. Guerra y Paz. Reino Unido. Miniserie. En el papel de Pierre: Anthony Hopkins.
- 1978. El Padre Sergio. Unión Soviética. Largometraje Ígor Talankin, protagonizada por Serguéi Bondarchuk.
- 1978. La Historia del Cáucaso. Unión Soviética, basada en la novela Los cosacos. Protagonista: Vladímir Konkin.
- 1982. Filipok (Филиппок), cortometraje de dibujos animados de 1982 producido por los estudios Ekrán (Экран) y dirigido por Rosaliya Zelma (Розалия Зельма, n. 1938).[37]
- 1983. "El dinero". Francia-Suiza, en el cuento "El cupón falso". Director: - Robert Bresson.
- 1983. ¡Déjate pescar, pez! (Ловись, рыбка!): cortometraje de dibujos animados producido por los estudios Ukranimafilm (Укранимафильм) y dirigido por Galina Turguénieva (Галина Тургенева, 1915 - 2002); es adaptación del cuento Hiélate, hiélate, cola de lobo (Мерзни, мерзни, волчий хвост).[38]
- 1984. Dos húsares. Unión Soviética. Dir. - Vyacheslav Krishtofóvich.
- 1985. Anna Karénina. EE. UU. En el papel de Anna: Jacqueline Bisset.
- 1985. La muerte fácil. Unión Soviética, basada en la novela "La muerte de Iván Ilich". Director: Aleksandr Kaidanovski.
- 1987. Sonata a Kreutzer. Unión Soviética. Director: Mijaíl Schweitzer, protagonizada por Oleg Yankovski.
- 1996. ¿Qué?. Polonia/Rusia. Director: Jerzy Kawalerowicz.
- 1997. Anna Karénina. EE. UU. En el papel de Anna: Sophie Marceau, Vronski: Sean Bean.
- 2001. Resurrezione. Italia. Directores: Paolo Taviani y Vittorio Taviani.
- 2007. Anna Karénina. Rusia. En el papel de Anna: Tatiana Drúbich.
- 2009. La Última Estación (película, 2010). EE. UU.-Rusia. Dirección: Michael Hoffman. Actores principales: Christopher Plummer (León Tolstói), Helen Mirren (Sofía Andréevna, su esposa) y Paul Giamatti (Vladímir Chertkov, su principal discípulo).
- 2012. Anna Karénina. EE. UU. Director: Joe Wright. En el papel de Anna: Keira Knightley.

### Biográficas
- 2009. La última estación. Alemania-Rusia. En el papel de Tolstói: Christopher Plummer, como Sofía Helen Mirren.

### Más para ver
- Lista de las adaptaciones cinematográficas de Anna Karénina 1910-2007.
- 2007. La guerra y la paz. Alemania, Rusia, Polonia, Francia, Italia. Serie. Con Alessio Boni en el papel de Andréi Bolkonski.

## Galería

Retrato de León Tolstói. 1873. I. Kramskói
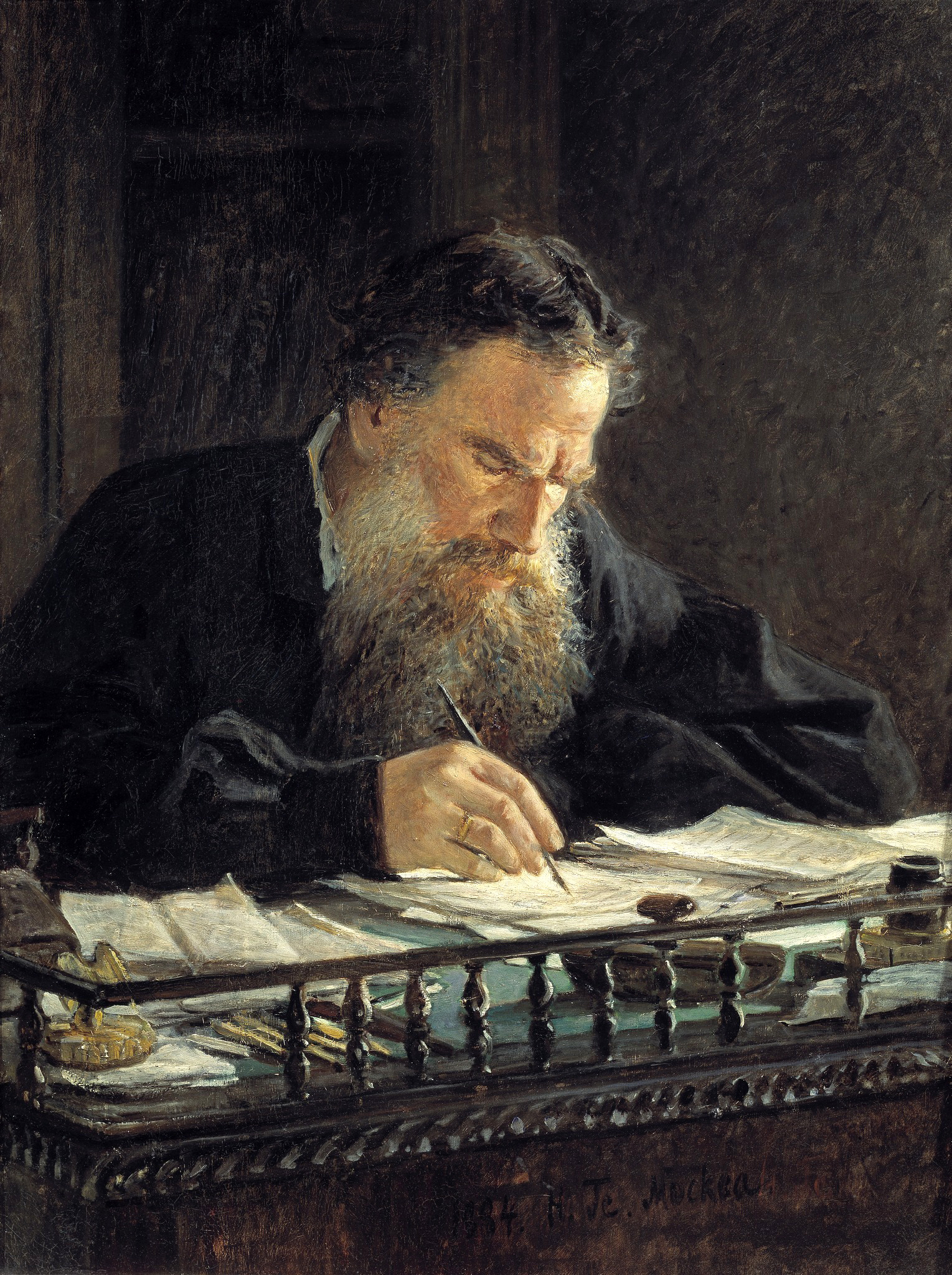
Retrato de León Tolstói. 1884. N. Gue
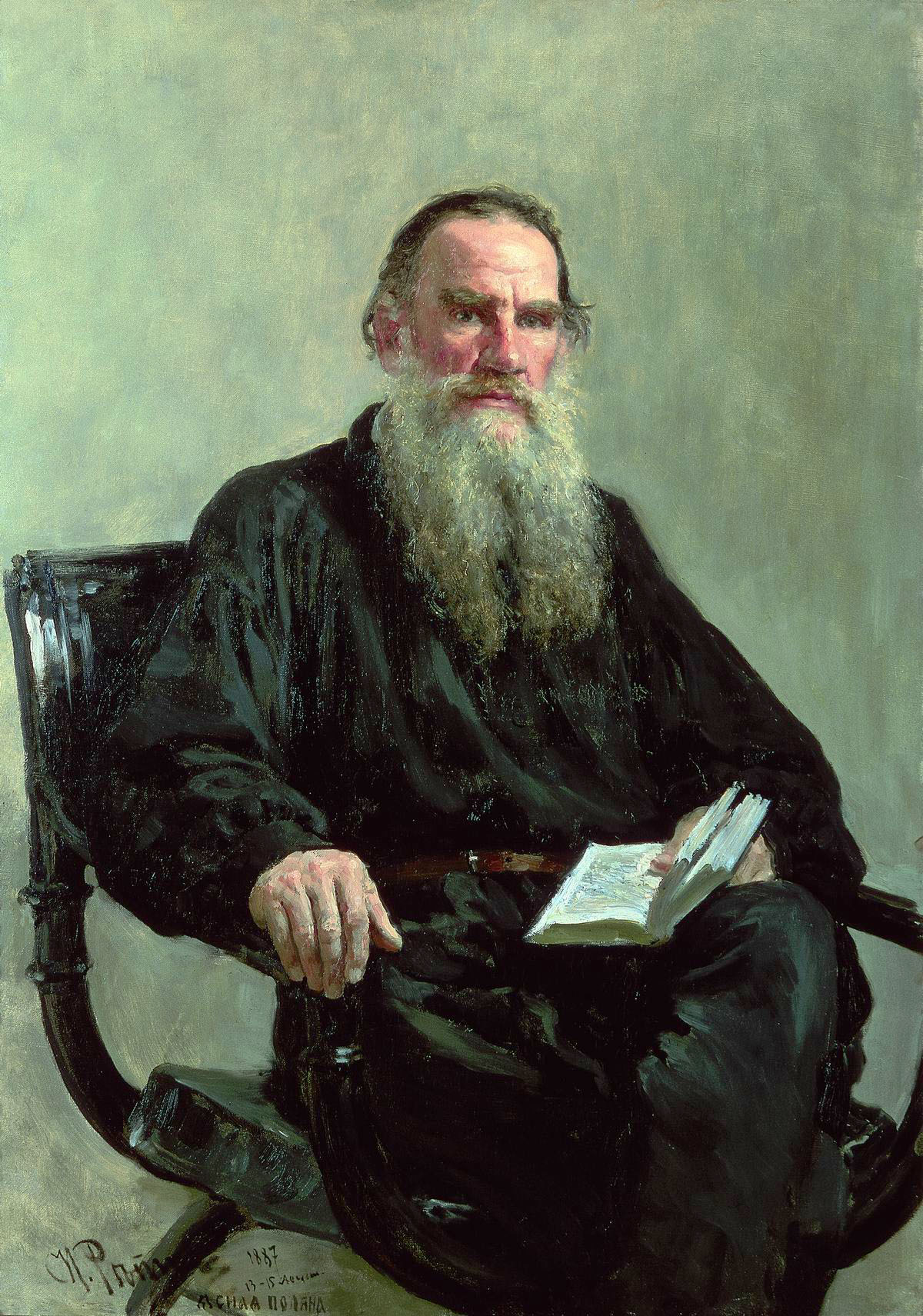
Retrato de León Tolstói. 1887. I. Repin
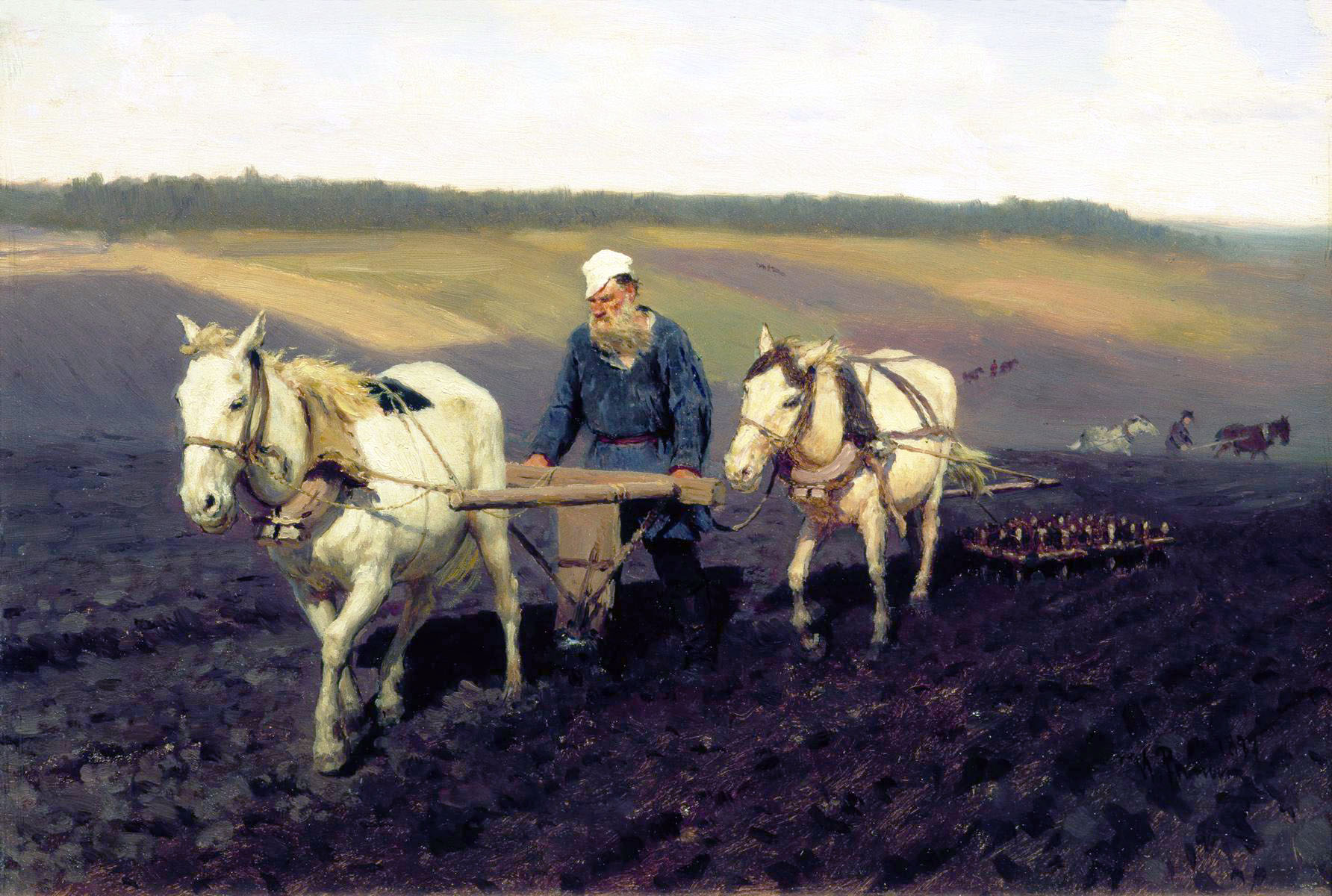
León Tolstói arando. 1887. I. Repin
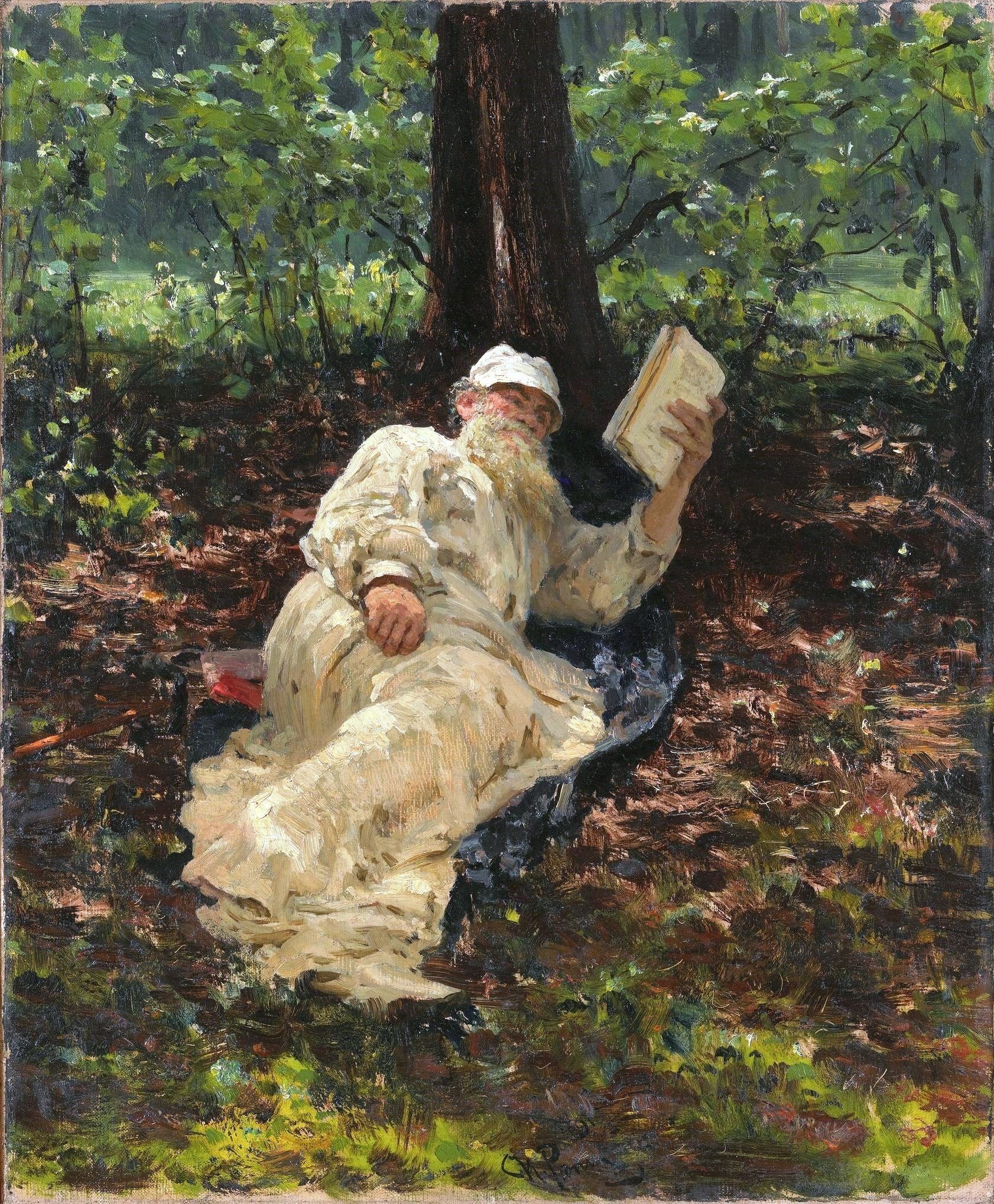
León Tolstói descansando en el bosque. 1891. I. Repin
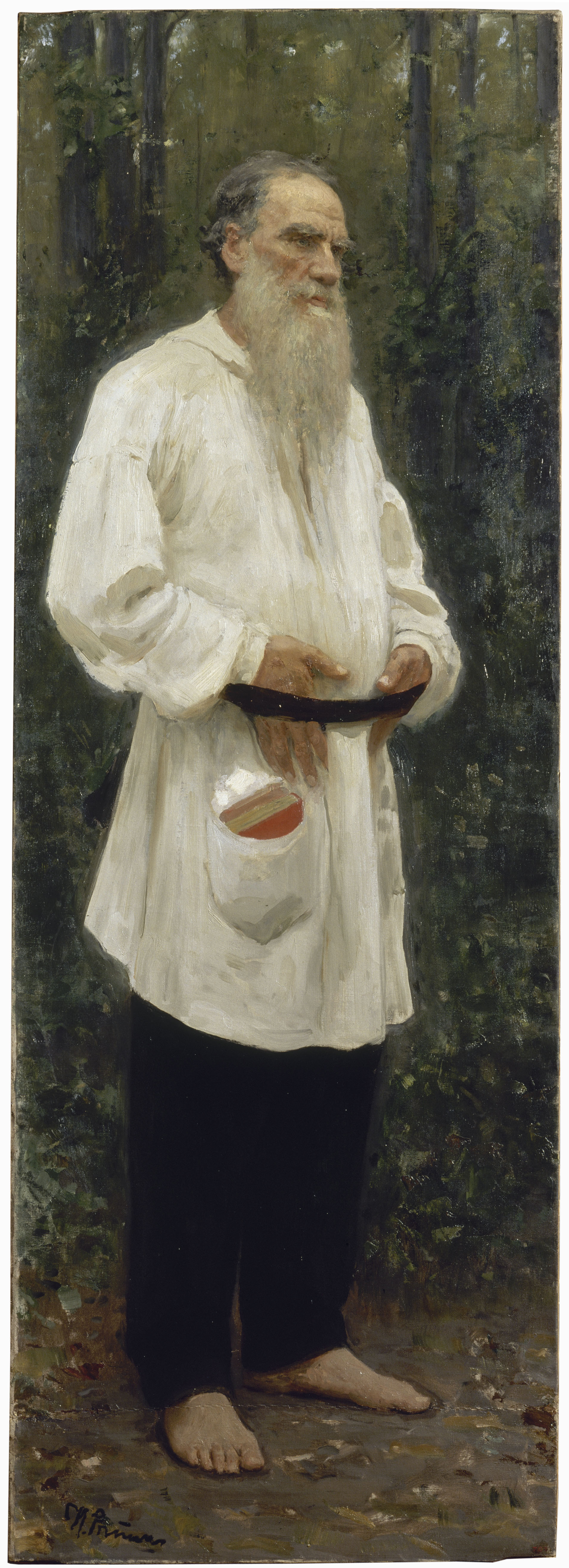
León Tolstói descalzo. 1901. I. Repin
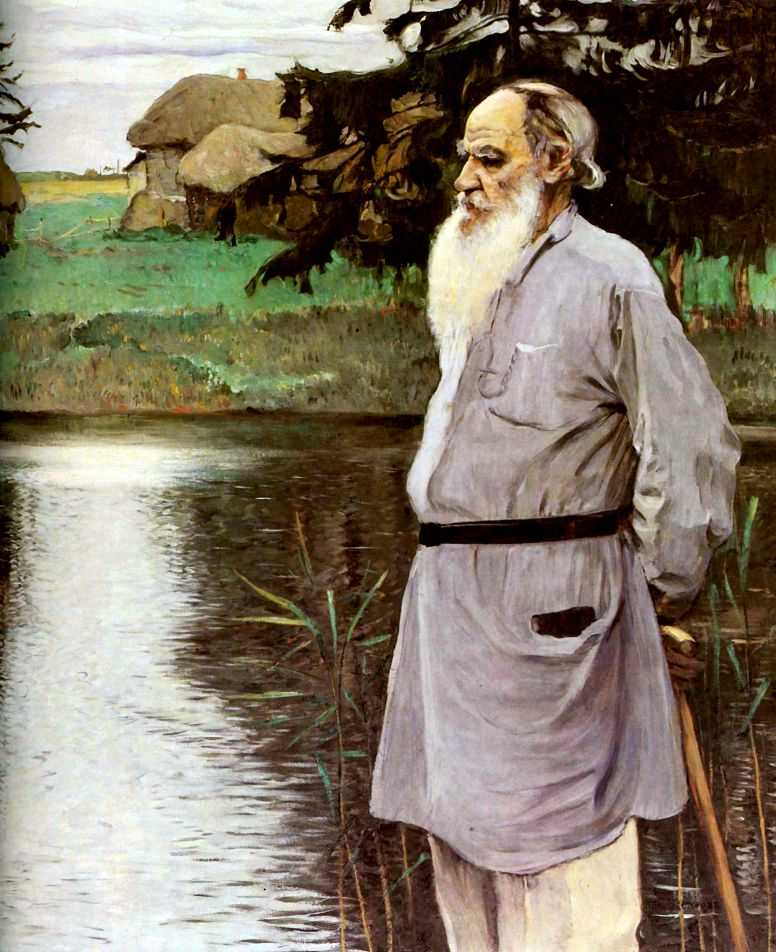
León Tolstói, en la orilla de la laguna en Yásnaia. 1907. M. Nésterov
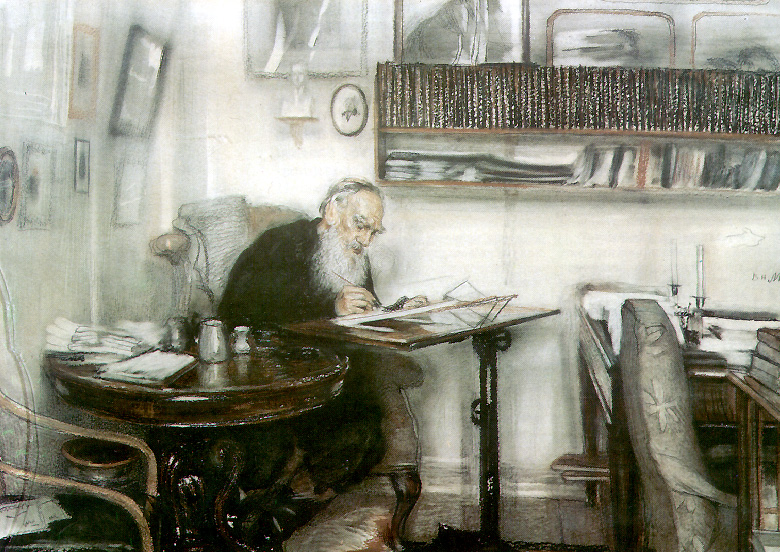
León Tolstói, en la colección de Yásnaia Poliana. 1910. V. Meshkov

### Traducciones al español
- La muerte de Iván Ilich. Traducción: Joaquín Fernández-Valdés. Barcelona: Alba Editorial. 2025. ISBN 978-84-1178-127-5.
- Felicidad conyugal. Traducción: Joaquín Fernández-Valdés. Barcelona: Ed. Viena (Ediciones invisibles). 2022. ISBN 978-84-1240-1998.
- Guerra y paz. Traducción: Joaquín Fernández-Valdés. Barcelona: Alba Editorial. Marzo de 2021. ISBN 978-84-9065-7348.
- La revolución interior (selección de relatos y textos por Stefan Zweig), Madrid, Errata naturae, 2019.
- Relatos de Yásnaia Poliana [Cuentos para niños y El prisionero del Cáucaso] (Sara Gutiérrez, trad.). Madrid (España): Reino de Cordelia. Junio de 2019 [1871-1875]. ISBN 9788416968817.
- El primer peldaño y otros escritos sobre vegetarianismo. Traducción: Joaquín Fernández-Valdés. Barcelona: Kairós. 2017.
- Contra aquellos que nos gobiernan, Traducción de Aníbal Peña. Madrid, Errata naturae, 2014.
- La felicidad conyugal. Traducción: Selma Ancira. Barcelona: Acantilado. 2012.
- Anna Karénina (Víctor Gallego Ballestero, trad.). Premio de traducción «La Literatura Rusa en España 2012». Barcelona (España): Alba. marzo de 2013. ISBN 9788484288442.
- La tormenta de nieve. Traducción: Selma Ancira. Barcelona: Acantilado. 2010.
- El reino de Dios está en vosotros. Traducción: Joaquín Fernández-Valdés. Barcelona: Kairós. 2010.
- Confesión. Traducción: Marta Rebón. Barcelona: Acantilado. 2009.
- Los cosacos. Vilaür: Atalanta. 2009.
- Correspondencia. Traducción: Selma Ancira. Barcelona: Acantilado. 2008.
- ¿Qué es el arte?. Traducción: Víctor Gallego. Pamplona: Colección Cátedra Félix Huarte, Eunsa. 2007.
- Guerra y paz. Traducción (a partir de la de José Laín Entralgo): Lydia Kúper. Madrid: Taller de Mario Muchnik. 2003.
- Diarios (1895-1910). Traducción: Selma Ancira. Barcelona: Acantilado. 2003.
- Sonata a Kreutzer. Traducción: Ricardo San Vicente. Barcelona: Acantilado. 2003.
- Diarios (1847-1894). Traducción: Selma Ancira. Barcelona: Acantilado. 2002.
- La muerte de Iván Ilich - Hadyi Murat. Traducción: Juan López Morillas. Madrid: Alianza. 1996.
- Resurrección. Traducción: Augusto Vidal. Barcelona: Planeta. 1985.
- Guerra y Paz, 1983. Traducción: José Laín Entralgo. Barcelona: Planeta. 1983.
- Obras Completas. Traducción: Irene y Laura Andresco. Tres volúmenes. Madrid: Aguilar. 1981.
- Ana Karenina. Edición y traducción: Josefina Pérez Sacristán. Madrid: Cátedra. 1981.
- Memorias. Infancia, adolescencia y juventud. Traducción: Víctor Andresco. Madrid: Ediciones Giner. 1977.
- Obras Completas. Dos volúmenes. Madrid: Aguilar. 1955-56.
- La guerra y la paz. Dos volúmenes. Barcelona: R. Sopena. 1931.
- Placeres Crueles. Prefacio de Carlos Richet. Traducción de Augusto Riera. Barcelona: Maucci. 1902.

### Sobre Tolstói
- Mann, Thomas. Goethe y Tolstói acerca del problema de la humanidad. Buenos Aires: Tor.
- Porché, François (1958). Tolstói: retrato psicológico. Buenos Aires: Losada.
- Zweig, Stefan (1927). Momentos estelares de la humanidad. Editorial Acantilado.
- Rolland, Romain (2010). Vida de Tolstói. Acantilado. ISBN 9788492649822.
- Fernández-Valdés, Joaquín (2024). Traducir a Tolstói. Viaje emocional a Yásnaia Poliana. Báltica editorial. ISBN 9788412783056.

### Otras lecturas
- Craraft, James. Two Shining Souls: Jane Addams, Leo Tolstoy, and the Quest for Global Peace (Lanham: Lexington, 2012). 179 p.
- Lednicki, Waclaw (abril de 1947). «Tolstoy Through American Eyes». The Slavonic and East European Review 25 (65).
- Trotsky’s 1908 Tribute to Leo Tolstoy. Publicado por the International Committee of the Fourth International (ICFI).
- The Life of Tolstoy: Later Years por Aylmer Maude, Dodd, Mead and Company, 1911 at Internet Archive.
- Why We Fail as Christians por Robert Hunter, The Macmillan Company, 1919 at Wikiquote.
- Why we fail as Christians por Robert Hunter, The Macmillan Company, 1919 at Google Books.